# 长安闸
长安闸位于浙江省海宁市长安镇，是大运河、江南运河规模最大的运河设施之一，作为古代连接长安塘（崇长港）和上塘河的重要枢纽和管理机构，也是宋时三大闸堰现今仍存有遗构的仅存实例，其中所用运河闸澳制为运河上首创。史料记载，长安镇地势西南高东北低，上塘河水极易流失，唐朝贞观年间，政府修筑义亭埭，蓄水防涝，兼以过船。北宋建隆年间，长安又设堰闸指挥，负责堰坝、闸门的管理和启闭。著名诗人范成大曾以“嵩尾乱若雨，樯竿束如堆”的诗句描绘了南宋时长安闸船只频繁过往的盛况，陆游的《入蜀记》中也有关于长安闸的记载。元军进驻临平后在长安镇设置税科务，并置驿站，随后大运河改道，三闸告废。元至正年间，知县张光祖将长安闸修成“旱则闭，水则开”的泄水闸。明崇祯时撤坝官，拔船过坝开始由堰坝边的脚夫经营，一直沿袭到新中国建立。随着水运的退化，长安闸坝的航运作用逐渐失去。
尽管航运作用已失，但长安闸历史上曾有过的老坝、新坝、上闸、中闸、下闸五座水坝或水闸，各闸和坝都能确认当初的位置，并有遗迹留存，周边还保留有新老两坝示禁勒索碑以及船闸管理用房等相关设施，因此具有很高的实物价值和历史研究价值。此外，长安闸采用三闸两澳的复式结构，通过各设施的联合运用和严格的管理措施，达到了水量循环利用的多重工程目的。这是古代江南运河科技含量最高的船闸之一，代表了当时水利航运设施建设的先进水平，具有较高的历史、科学价值。
2006年作为京杭大运河的一部分被列为第六批全国重点文物保护单位。2014年作为大运河的重要建筑被列为世界文化遗产。